# Glengarry (film)
Pour les articles homonymes, voir Glengarry.
Pour plus de détails, voir Fiche technique et Distribution.
Glengarry (Glengarry Glen Ross) est un film américain réalisé par James Foley sorti en 1992. C'est une adaptation de la pièce de théâtre Glengarry Glen Ross de David Mamet.

## Synopsis
Le film décrit deux jours de la vie de quatre agents immobiliers qui reçoivent des "leads" - les noms et les numéros de téléphone de prospects - et utilisent des tactiques trompeuses et douteuses pour réaliser des ventes. Parmi les prospects rationnés par le chef de bureau John Williamson (Kevin Spacey), beaucoup n'ont ni l'argent ni l'envie d'investir réellement dans un terrain.
Blake (Alec Baldwin) est envoyé par Mitch et Murray, les propriétaires de Premiere Properties, pour motiver l'équipe de vente. Il déchaîne un torrent de violence verbale sur les vendeurs et annonce que seuls les deux meilleurs vendeurs auront accès aux prospects les plus prometteurs de Glengarry et que les autres seront licenciés.
Shelley "La Machine" Levene (Jack Lemmon) est un vendeur qui a connu le succès, mais qui est dans une mauvaise passe depuis longtemps et dont la fille est à l'hôpital. Désespéré par la peur de perdre son emploi, Levene essaie de persuader Williamson de lui donner certains des leads de Glengarry, mais Williamson refuse. Levene essaie d'abord de charmer Williamson, puis de le menacer, et enfin de le corrompre. Williamson est prêt à vendre certains des meilleurs leads, mais il exige une avance en liquide. Levene n'arrive pas à trouver l'argent et repart bredouille.
Pendant ce temps, Dave Moss (Ed Harris) et George Aaronow (Alan Arkin) se plaignent de Mitch et Murray, et Moss propose de se venger de la société en volant la liste de tous les prospects de Glengarry et en les vendant à une agence immobilière concurrente. Le plan de Moss exige qu'Aaronow s'introduise dans le bureau, organise un cambriolage et s'empare de la liste. Aaronow ne veut pas participer au plan, mais Moss tente de le contraindre, en disant qu'Aaronow est déjà complice avant le fait simplement parce qu'il est au courant du cambriolage proposé.
Dans un bar voisin, Ricky Roma (Al Pacino), le meilleur "closer" du bureau, tente de manipuler un homme d'âge moyen, James Lingk (Jonathan Pryce), pour qu'il achète une propriété. En présentant l'affaire comme une opportunité plutôt qu'un achat, Roma joue sur le sentiment d'insécurité de Lingk.
Le lendemain, lorsque les vendeurs arrivent au bureau, ils apprennent qu'un cambriolage a eu lieu et que la liste de prospects de Glengarry a été dérobée. Williamson et la police interrogent chacun des vendeurs en privé. Après son interrogatoire, Moss, furieux, se dispute une dernière fois avec Roma et s'en va, dégoûté. Pendant le cycle des interrogatoires, Lingk arrive pour dire à Roma que sa femme lui a dit de ne pas acheter la propriété, et Lingk revendique le droit d'annuler le contrat selon la règle des trois jours. Lingk est impatient d'annuler sur-le-champ, supposant que le jour actuel était le troisième et dernier jour pour invoquer l'annulation. Roma tente de gagner du temps et de désorienter Lingk avec une explication douteuse sur la façon dont les jours sont comptés, concluant que les trois jours n'expireront que la semaine suivante. Alors que Lingk est confus mais toujours pas convaincu d'attendre, Roma ment carrément à Lingk, lui disant que le chèque qu'il a fait la veille n'a pas encore été encaissé et que par conséquent, il a le temps de raisonner sa femme et de reconsidérer sa décision.
Levene soutient Roma en se faisant passer pour un riche investisseur qui se trouve justement sur le chemin de l'aéroport. Williamson, qui n'est pas au courant de la tactique de Roma et Levene pour gagner du temps, dit à Lingk qu'il a déjà déposé son chèque à la banque. Bouleversé, Lingk se précipite hors du bureau, et Roma réprimande vulgairement Williamson pour ce qu'il a fait. Roma entre ensuite dans le bureau de Williamson pour être interrogé à son tour par la police.
Levene, fier de la vente importante qu'il a réalisée le matin même, en profite pour se moquer de Williamson en privé. Dans son empressement à humilier Williamson, Levene révèle accidentellement qu'il sait que Williamson a menti sur l'encaissement du chèque - ce qu'il n'aurait pu savoir que s'il était entré par effraction dans le bureau et avait vu le chèque posé sur le bureau. Williamson surprend le lapsus de Levene et le contraint à admettre que Moss est allé jusqu'au bout de son plan pour voler la liste, en utilisant Levene, pour s'introduire dans le bureau. Levene tente de soudoyer Williamson pour qu'il garde le silence, mais Williamson se moque de la suggestion et dit à Levene que les acheteurs auprès de qui il avait fait sa vente plus tôt dans la journée sont en fait en faillite et délirants, qu'ils aiment juste parler aux vendeurs, et que le chèque de Levene n'est pas bon. Levene, anéanti par cette révélation, demande à Williamson pourquoi il cherche à le ruiner. Williamson répond froidement : "Parce que je ne t'aime pas". Levene fait une ultime tentative pour s'attirer la sympathie en évoquant la santé de sa fille, mais Williamson le rabroue et part informer la police du rôle de Levene dans le cambriolage. Ignorant ce qui vient de se passer, Roma parle à Levene de leur partenariat commercial. Alors que Roma part déjeuner, le policier appelle Levene, qui entre dans le bureau de Williamson, en homme brisé.

## Fiche technique
- Titre français : Glengarry
- Titre original : Glengarry Glen Ross
- Réalisateur : James Foley
- Scénario : David Mamet
- Décors : Jane Musky
- Montage : Howard Smith
- Producteurs : Jerry Tokofsky, Stanley R. Zupnik
- Genre : Affaire
- Date de sortie :
  -  États-Unis : 14 septembre 1992 (New York), 29 septembre 1992 (première en Californie), 2 octobre 1992
  -  France : Septembre 1992 (Festival de Deauville), 13 janvier 1993

## Distribution
- Al Pacino (VF : Bernard Murat ; VQ : Hubert Gagnon) : Ricky Roma
- Jack Lemmon (VF : Pierre Bonzans ; VQ : Ronald France) : Shelley Levene
- Alec Baldwin (VF : Jacques Frantz ; VQ : Marc Bellier) : Blake
- Ed Harris : (VQ : Bernard Fortin) : Dave Moss
- Alan Arkin (VQ : Jean-Paul Dugas) : George Aaronow
- Kevin Spacey (VF : Julien Thomast ; VQ : Louis-Georges Girard) : John Williamson
- Jonathan Pryce (VQ : Jean-Marie Moncelet) : James Lingk
- Bruce Altman (VQ : Jacques Lavallée) : M. Spannel
- Paul Butler : le policier
- Jude Ciccolella : le détective

## Accueil

### Accueil critique
Sur l'agrégateur américain Rotten Tomatoes, le film récolte 95 % d'opinions favorables pour 55 critiques. Sur Metacritic, il obtient une note moyenne de 80⁄100 pour 14 critiques.